# Вілді Пету
Вілді Пету (фр. Wildy Petoud; нар. 1957) — швейцарська письменниця-фантаст у галузі наукової фантастики. Лауреат премії Жозефа Роні-старшого 1993 року за оповідання «Любовна аварія» (фр. Accident d'amour). Вона також написала роман «Ноктюрн» (Nocturne) у співавторстві з Еммануелем Жуаном.